# Castello di Volta Mantovana
Il castello di Volta Mantovana è un'antica roccaforte risalente all'XI secolo situata nel centro di Volta Mantovana, in provincia di Mantova, che conserva inalterato l'originario impianto urbanistico, oltre ad alcuni edifici e opere difensive, tra cui le due torri.
Edificato intorno all'XI secolo per volere di Matilde di Canossa, per combattere contro l'imperatore Enrico IV del Sacro Romano Impero Germanico, comprendeva una cinta muraria esterna e una collocata internamente, a difesa del mastio.
Il possesso passò nel 1185 al comune di Mantova, ai Bonacolsi e ai Gonzaga dal 1368 al 1450, inizio del dominio veneziano. Il ritorno dei Gonzaga è sancito dalla nomina a marchese di Ludovico III Gonzaga che, assieme alla moglie Barbara di Brandeburgo, ristruttura in parte il castello ed edifica a poca distanza da esso Palazzo Gonzaga-Guerrieri, che diventerà la loro  residenza estiva.